# DeskJet

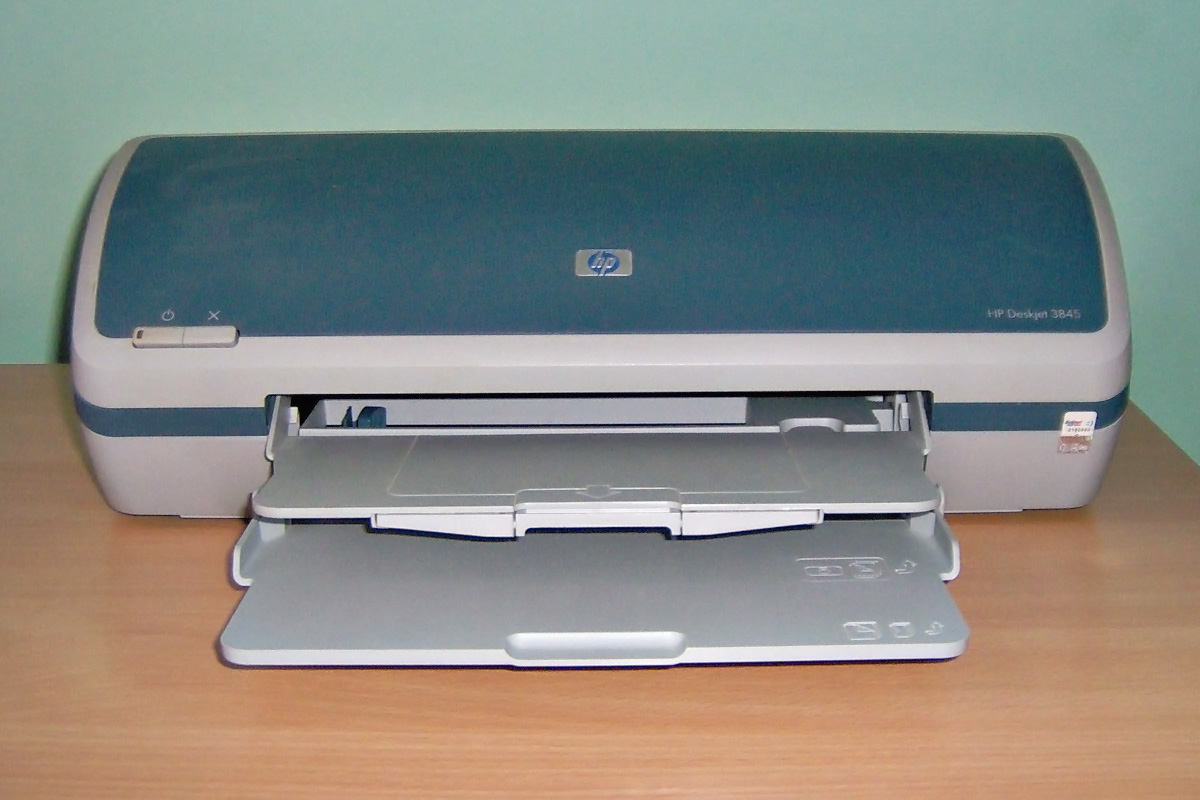
DeskJet 3845

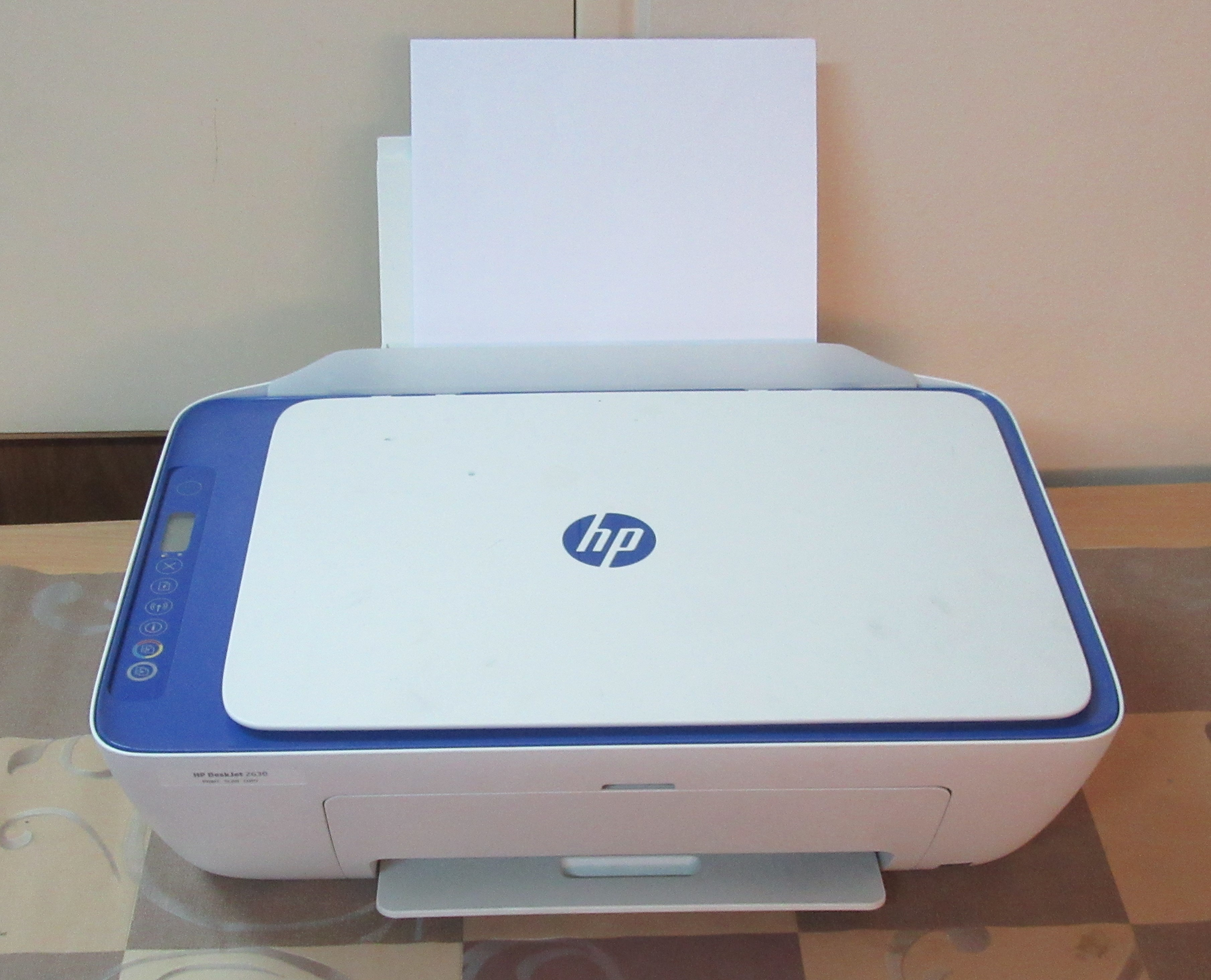
DeskJet 2630 All in One

DeskJet is de handelsnaam van een serie inktjetprinters van Hewlett-Packard (HP), hoofdzakelijk bestemd voor particulieren maar ook geproduceerd in een groter industrieel formaat onder de naam DesignJet.
Alles-in-een-versies worden verkocht als DeskJet en OfficeJet, en bieden naast (draadloos) printen ook functies als het inscannen van documenten en verzenden via e-mail.

## Geschiedenis
HP introduceerde in februari 1988 de eerste DeskJet-printer.
Een jaar later kwam het bedrijf met de DeskJet Plus. In 1990 introduceerde het de DeskJet 500, die sneller kon printen met drie pagina's per minuut (ppm). Eind 1991 verscheen de eerste kleurenprinter van HP, de DeskJet 500C.
Midden 1995 kwam de DeskJet 660C uit, die zowel een zwart als driekleuren inktpatroon bevat. Er kon worden geprint met een resolutie van 600 bij 600 dpi bij een uitvoersnelheid van vier ppm.
HP bracht vanaf 2006 alles-in-een-printers onder de naam DeskJet op de markt. De uitvoersnelheid was inmiddels verhoogd naar 20 ppm in zwart en 14 ppm in kleur.
In 2008 maakte het bedrijf bekend dat er wereldwijd ruim 240 miljoen DeskJet-printers zijn verkocht.
Vanaf ongeveer 2010 introduceerde HP de DeskJet 1000-, 2000-, 3000- en 4000-serie printers. De DeskJet 1000-serie kan alleen printen, de andere modellen kunnen ook scannen.
In maart 2021 had Hewlett-Packard met het aantal verkochte printers een marktaandeel van 24,5 procent. Canon stond op de tweede plek met 17,7 procent marktaandeel.